# Liste des trésors nationaux vivants du Japon (artisans)
Pour les articles homonymes, voir Liste des trésors nationaux vivants du Japon (arts du spectacle).
Cette liste des trésors nationaux vivants du Japon (artisans) recense tous les individus et les groupes désignés Trésor national vivant par le Ministère de l'Éducation, de la Culture, des Sports, des Sciences et de la Technologie du Japon dans la catégorie artisanats (工芸技術, Kōgei Gijutsu).
Les artisanats sont divisés en  8 catégories : Céramique, textiles, laque, travail du métal, fabrication de poupées, travail du bois, fabrication de papier et autres. Les catégories sont subdivisées en un certain nombre de sous-catégories plus spécifiques.
Ceux qui travaillent dans l'artisanat sont admissibles à la reconnaissance soit individuellement (certification individuelle) ou comme membre d'un groupe (certification de groupe).

## Liste des individus (artisans)

### Céramique
| Nom                          | Année de naissance | Catégorie | Sous catégorie     | Année de désignation |
| ---------------------------- | ------------------ | --------- | ------------------ | -------------------- |
| Kiyoshi Hara (原清)          | 1936               | Céramique | Tetsugusuri        | 2005                 |
| Osamu Suzuki (鈴木藏)        | 1934               | Céramique | Céramique de Shino | 1994                 |
| Jun Isezaki (伊勢崎淳)       | 1936               | Céramique | Céramique de Bizen | 2004                 |
| Manji Inoue (井上萬二)       | 1929               | Céramique | Hakuji             | 1995                 |
| Akihiro Maeta (前田昭博)     | 1954               | Céramique | Hakuji             | 2013                 |
| Hiroshi Nakashima (中島宏)   | 1941               | Céramique | Seiji              | 2007                 |
| Minori Yoshita (吉田美統)    | 1932               | Céramique | Yūrikinsai         | 2001                 |
| Sekisui Itō V (五代伊藤赤水) | 1941               | Céramique | Céramique Mumyōi   | 2003                 |
| Kōzō Katō (加藤幸造)         | 1935               | Céramique | Setoguro           | 2010                 |

### Textiles
| Nom                           | Naissance | Catégorie | Sous catégorie     | Année de désignation |
| ----------------------------- | --------- | --------- | ------------------ | -------------------- |
| Toshiko Taira (平良敏子)      | 1921      | Textiles  | Bashōfu            | 1974                 |
| Yasutaka Komiya (小宮康孝)    | 1925      | Textiles  | Edo Komon          | 1978                 |
| Hiroshi Tajima (田島比呂子)   | 1922      | Textiles  | Yuzen              | 2000                 |
| Kunihiko Moriguchi (森口邦彦) | 1941      | Textiles  | Yuzen              | 2007                 |
| Osao Futatsuka (二塚長生)     | 1946      | Textiles  | Yuzen              | 2010                 |
| Takeshi Kitamura (北村武資)   | 1935      | Textiles  | Ra                 | 2000                 |
| Yoshio Kouda (甲田綏郎)       | 1929      | Textiles  | Seigō Sendaihira   | 2002                 |
| Hyōji Kitagawa (喜多川俵二)   | 1936      | Textiles  | Yūsoku Orimono     | 1999                 |
| Kisaburō Ogawa (小川規三郎)   | 1936      | Textiles  | Kenjō Hakata-ori   | 2003                 |
| Shimura Fukumi (志村ふくみ)   | 1924      | Textiles  | Tsumugi-ori        | 1990                 |
| Sonoko Sasaki (佐々木苑子)    | 1939      | Textiles  | Tsumugi-ori        | 2005                 |
| Fumi Koga (古賀フミ)          | 1927      | Textiles  | Saga Nishiki       | 1994                 |
| Yūkō Tamanaha (玉那覇有公)    | 1936      | Textiles  | Bingata            | 1996                 |
| Kijū Fukuda (福田喜重)        | 1932      | Textiles  | Shishū             | 1997                 |
| Hatsuko Miyahira (宮平初子)   | 1922      | Textiles  | Shuri no Orimono   | 1998                 |
| Takeshi Kitamura (北村武資)   | 1935      | Textiles  | Tate Nishiki       | 2000                 |
| Shigeto Suzuta (鈴田滋人)     | 1954      | Textiles  | Mokuhan Zurisarasa | 2008                 |
| Yoshinori Tsuchiya (土屋順紀) | 1954      | Textiles  | Monsha             | 2010                 |
| Sachiko Arakaki (新垣幸子)    | 1946      | Textiles  | Yaeyama Joufu      | 2024                 |

### Laque
| Nom                            | Naissance | Catégorie | Sous catégorie | Année de désignation |
| ------------------------------ | --------- | --------- | -------------- | -------------------- |
| Kazumi Murose (室瀬和美)       | 1950      | Laque     | Maki-e         | 2008                 |
| Kōichi Nakano (中野孝一)       | 1947      | Laque     | Maki-e         | 2010                 |
| Fumio Mae (前史雄)             | 1940      | Laque     | Chinkin        | 1999                 |
| Masami Isoi (磯井正美)         | 1926      | Laque     | Kinma          | 1985                 |
| Hitoshi Ōta (太田儔)           | 1931      | Laque     | Kinma          | 1994                 |
| Yoshito Yamashita (山下義人)   | 1951      | Laque     | Kinma          | 2013                 |
| Isao Ōnishi (大西勲)           | 1944      | Laque     | Kyūshitsu      | 2002                 |
| Kunie Komori (小森邦衞)        | 1945      | Laque     | Kyūshitsu      | 2006                 |
| Kiichirō Masumura (増村紀一郎) | 1941      | Laque     | Kyūshitsu      | 2008                 |
| Shōsai Kitamura (北村昭斎)     | 1938      | Laque     | Raden          | 1999                 |

### Travail du métal
| Nom                             | Naissance | Catégorie        | Sous catégorie | Année de désignation |
| ------------------------------- | --------- | ---------------- | -------------- | -------------------- |
| Iraku Uozumi III (三代魚住為楽) | 1937      | Travail du métal | Dora           | 2002                 |
| Mamoru Nakagawa (中川衛)        | 1947      | Travail du métal | Chōkin         | 2004                 |
| Morihito Katsura (桂盛仁)       | 1944      | Travail du métal | Chōkin         | 2008                 |
| Akira Saitō (斎藤明)            | 1920      | Travail du métal | Chūkin         | 1993                 |
| Kōmin Ōzawa (大澤光民)          | 1941      | Travail du métal | Chūkin         | 2005                 |
| Hōseki Okuyama (奥山峰石)       | 1937      | Travail du métal | Martelage      | 1995                 |
| Toshichika Taguchi (田口寿恒)   | 1940      | Travail du métal | Martelage      | 2006                 |
| Norio Tamagawa (玉川宣夫)       | 1942      | Travail du métal | Martelage      | 2010                 |

### Fabrication de poupées
| Nom                       | Naissance | Catégorie              | Sous catégorie | Année de désignation |
| ------------------------- | --------- | ---------------------- | -------------- | -------------------- |
| Nobuko Akiyama (秋山信子) | 1928      | Fabrication de poupées | Ishō Ningyō    | 1996                 |
| Komao Hayashi (林駒夫)    | 1936      | Fabrication de poupées | Tōsa           | 2002                 |

### Travail du bois
| Nom                           | Naissance | Catégorie       | Sous catégorie | Année de désignation |
| ----------------------------- | --------- | --------------- | -------------- | -------------------- |
| Sōhō Katsushiro (勝城蒼鳳)    | 1934      | Travail du bois | Bambou         | 2005                 |
| Noboru Fujinuma (藤沼昇)      | 1945      | Travail du bois | Bambou         | 2012                 |
| Ryōzō Kawagita (川北良造)     | 1934      | Travail du bois | Bois           | 1994                 |
| Hiromichi Ōsaka (大坂弘道)    | 1937      | Travail du bois | Bois           | 1997                 |
| Kiyotsugu Nakagawa (中川清司) | 1942      | Travail du bois | Bois           | 2001                 |
| Akira Kitayama (村山明)       | 1944      | Travail du bois | Bois           | 2003                 |
| Tatsuo Haisoto (灰外達夫)     | 1941      | Travail du bois | Bois           | 2012                 |

### Fabrication de papier
| Nom                              | Naissance | Catégorie             | Sous catégorie   | Année de désignation |
| -------------------------------- | --------- | --------------------- | ---------------- | -------------------- |
| Iwano Ichibē IX (九代岩野市兵衛) | 1933      | Fabrication de papier | Echizen Hōsho    | 2000                 |
| Sajio Hamada (浜田幸雄)          | 1931      | Fabrication de papier | Tosa Tengujō-shi | 2001                 |
| Takenobu Tanino (谷野剛惟)       | 1935      | Fabrication de papier | Najioganbi-shi   | 2002                 |

## Liste d'anciens trésors nationaux (artisans)

### Céramique
| Nom                                           | Naissance | Décès | Catégorie | Sous catégorie                | Année de désignation |
| --------------------------------------------- | --------- | ----- | --------- | ----------------------------- | -------------------- |
| Kenkichi Tomimoto (富本憲吉)                  | 1886      | 1963  | Céramique | Iroe                          | 1955                 |
| Hajime Katō (加藤土師萌)                      | 1900      | 1968  | Céramique | Iroe                          | 1961                 |
| Yoshimichi Fujimoto (藤本能道)                | 1919      | 1992  | Céramique | Iroe                          | 1986                 |
| Imaemon Imaizumi XIII (今泉今右衛門（13代）)  | 1926      | 2001  | Céramique | Iroe                          | 1989                 |
| Kakiemon Sakaida XIV (酒井田柿右衛門（14代）) | 1934      | 2013  | Céramique | Iroe                          | 2001                 |
| Munemaro Ishiguro (石黒宗麿)                  | 1893      | 1968  | Céramique | Tetsugusuri                   | 1955                 |
| Uichi Shimizu (清水卯一)                      | 1926      | 2004  | Céramique | Tetsugusuri                   | 1985                 |
| Shōji Hamada (浜田庄司)                       | 1894      | 1978  | Céramique | Céramique de Mashiko          | 1955                 |
| Toyozō Arakawa (荒川豊蔵)                     | 1894      | 1985  | Céramique | Céramique de Shino            | 1955                 |
| Toyozō Arakawa (荒川豊蔵)                     | 1894      | 1985  | Céramique | Setoguro                      | 1955                 |
| Kyūwa Miwa (三輪休和)                         | 1896      | 1981  | Céramique | Hagi-yaki                     | 1970                 |
| Jusetsu Miwa (三輪壽雪)                       | 1910      | 2012  | Céramique | Hagi-yaki                     | 1983                 |
| Tōyō Kaneshige (金重陶陽)                     | 1896      | 1967  | Céramique | Céramique de Bizen            | 1956                 |
| Kei Fujiwara (藤原啓)                         | 1899      | 1983  | Céramique | Céramique de Bizen            | 1970                 |
| Tōshū Yamamoto (山本陶秀)                     | 1906      | 1994  | Céramique | Céramique de Bizen            | 1987                 |
| Yū Fujiwara (藤原雄)                          | 1932      | 2001  | Céramique | Céramique de Bizen            | 1996                 |
| Muan Nakazato (中里無庵)                      | 1895      | 1985  | Céramique | Céramique de Karatsu          | 1976                 |
| Yūzō Kondo (近藤悠三)                         | 1902      | 1985  | Céramique | Sometsuke                     | 1985                 |
| Kaiji Tsukamoto (塚本快示)                    | 1912      | 1990  | Céramique | Seihakuji                     | 1983                 |
| Jirō Kinjō (金城次郎)                         | 1912      | 2004  | Céramique | Céramique des îles Ryūkyū     | 1985                 |
| Kōichi Tamura (田村耕一)                      | 1918      | 1987  | Céramique | Tetsue                        | 1986                 |
| Kōsei Matsui (松井康成)                       | 1927      | 2003  | Céramique | Neriage                       | 1993                 |
| Takuo Katō (加藤卓男)                         | 1917      | 2005  | Céramique | Sansai                        | 1995                 |
| Tatsuzō Shimaoka (島岡達三)                   | 1919      | 2007  | Céramique | Céramique folklorique (Jōmon) | 1996                 |
| Koheiji Miura (三浦小平二)                    | 1933      | 2006  | Céramique | Seiji                         | 1997                 |
| Jōzan Yamada III (三代山田常山)               | 1924      | 2005  | Céramique | Céramique de Tokoname         | 1998                 |
| Yasokichi Tokuda III (三代徳田八十)           | 1933      | 2009  | Céramique | Saiyū                         | 1997                 |

### Textiles
| Nom                             | Naissance | Décès | Catégorie | Sous catégorie                       | Année de désignation |
| ------------------------------- | --------- | ----- | --------- | ------------------------------------ | -------------------- |
| Kōsuke Komiya (小宮康助)        | 1882      | 1961  | Textiles  | Edo Komon                            | 1955                 |
| Sadakichi Matsubara (松原定吉)  | 1893      | 1955  | Textiles  | Nagaita Chūgata                      | 1955                 |
| Kōtarō Shimizu (清水幸太郎)     | 1897      | 1988  | Textiles  | Nagaita Chūgata                      | 1955                 |
| Kihachi Tabata III (田畑喜八)   | 1877      | 1956  | Textiles  | Yuzen                                | 1955                 |
| Uzan Kimura (木村雨山)          | 1891      | 1977  | Textiles  | Yuzen                                | 1955                 |
| Katsuma Nakamura (中村勝馬)     | 1894      | 1982  | Textiles  | Yuzen                                | 1955                 |
| Tameji Ueno (上野為二)          | 1901      | 1960  | Textiles  | Yuzen                                | 1955                 |
| Kakō Moriguchi (森口華弘)       | 1909      | 2008  | Textiles  | Yuzen                                | 1967                 |
| Mitsugi Yamada (山田貢)         | 1912      | 2002  | Textiles  | Yuzen                                | 1984                 |
| Tokio Hata (羽田登喜男)         | 1911      | 2008  | Textiles  | Yuzen                                | 1988                 |
| Eiichi Yamada (山田栄一)        | 1900      | 1956  | Textiles  | Yuzen Yōjinori                       | 1955                 |
| Ayano Chiba (千葉あやの)        | 1889      | 1980  | Textiles  | Shōaizome                            | 1955                 |
| Keisuke Serizawa (芹沢銈介)     | 1895      | 1984  | Textiles  | Kataezome                            | 1956                 |
| Toshijirō Inagaki (稲垣稔次郎)  | 1902      | 1963  | Textiles  | Kataezome                            | 1962                 |
| Yoshitarō Kamakura (鎌倉芳太郎) | 1898      | 1983  | Textiles  | Kataezome                            | 1973                 |
| Heirō Kitagawa (喜多川平朗)     | 1898      | 1988  | Textiles  | Ra                                   | 1960                 |
| Eisuke Kōda (甲田栄佑)          | 1902      | 1970  | Textiles  | Seigō Sendaihira                     | 1956                 |
| Jūsuke Fukami (深見重助)        | 1885      | 1974  | Textiles  | Karagumi                             | 1956                 |
| Heirō Kitagawa (喜多川平朗)     | 1898      | 1988  | Textiles  | Yūsoku Orimono                       | 1960                 |
| Zensaburō Ogawa (小川善三郎)    | 1900      | 1983  | Textiles  | Kenjō Hakata-ori                     |                      |
| Rikizō Munehiro (宗広力三)      | 1914      | 1989  | Textiles  | Tsumugishima-ori (Kasuri-ori)        | 1983                 |
| Kagaku Hosomi (細見華岳)        | 1922      | 2012  | Textiles  | Tsuzure-ori                          | 1997                 |
| Sada Yonamine (与那嶺貞)        | 1909      | 2003  | Textiles  | Yomitanzan Hana-ori                  | 1989                 |
| Yoshimatu Nanbu (南部芳松)      | 1894      | 1976  | Textiles  | Pochoir en papier d'Ise (Tsuki-bori) | 1955                 |
| Baiken Rokutani (六谷梅軒)      | 1907      | 1973  | Textiles  | Pochoir en papier d'Ise (Kiri-bori)  | 1955                 |
| Hidekichi Nakajima (中島秀吉)   | 1883      | 1968  | Textiles  | Pochoir en papier d'Ise (Dōgu-bori)  | 1955                 |
| Yūjirō Nakamura (中村勇二郎)    | 1902      | 1985  | Textiles  | Pochoir en papier d'Ise (Dōgu-bori)  | 1955                 |
| Hiroshi Kodama (児玉博)         | 1909      | 1992  | Textiles  | Pochoir en papier d'Ise (Shima-bori) | 1955                 |
| Mie Jōnoguchi (城ノ口みゑ)      | 1917      | 2003  | Textiles  | Pochoir en papier d'Ise (Ito-ire)    | 1955                 |

### Laque
| Nom                          | Naissance | Décès | Catégorie | Sous catégorie | Année de désignation |
| ---------------------------- | --------- | ----- | --------- | -------------- | -------------------- |
| Shōzan Takano (高野松山)     | 1889      | 1976  | Laque     | Maki-e         | 1955                 |
| Gonroku Matsuda (松田権六)   | 1896      | 1986  | Laque     | Maki-e         | 1955                 |
| Naoji Terai (寺井直次)       | 1912      | 1998  | Laque     | Maki-e         | 1985                 |
| Yoshikuni Taguchi (田口善国) | 1923      | 1998  | Laque     | Maki-e         | 1989                 |
| Shōgyo Ōba (大場松魚)        | 1916      | 2012  | Laque     | Maki-e         | 1982                 |
| (音丸耕堂)                   | 1898      | 1997  | Laque     | Chōshitsu      | 1955                 |
| Taihō Mae (前大峰)           | 1890      | 1977  | Laque     | Chinkin        | 1955                 |
| Joshin Isoi (磯井如真)       | 1883      | 1964  | Laque     | Kinma          | 1956                 |
| Yūsai Akaji (赤地友哉)       | 1906      | 1984  | Laque     | Kyūshitsu      | 1974                 |
| Mashiki Masumura (増村益城)  | 1910      | 1996  | Laque     | Kyūshitsu      | 1978                 |
| Keishirō Shioda (塩多慶四郎) | 1926      | 2006  | Laque     | Kyūshitsu      | 1995                 |

### Travail du métal
| Nom                            | Naissance | Décès | Catégorie        | Sous catégorie                     | Année de désignation |
| ------------------------------ | --------- | ----- | ---------------- | ---------------------------------- | -------------------- |
| Iraku Uozumi III (魚住為楽)    | 1884      | 1956  | Travail du métal | Dora                               | 1955                 |
| Kiyoshi Unno (海野清)          | 1884      | 1956  | Travail du métal | Chōkin                             | 1955                 |
| Shirō Naitō (内藤四郎)         | 1907      | 1988  | Travail du métal | Chōkin                             | 1978                 |
| Ikkoku Kashima (鹿島一谷)      | 1898      | 1996  | Travail du métal | Chōkin                             | 1979                 |
| Eiichi Kanamori (金森映井智)   | 1908      | 2001  | Travail du métal | Chōkin                             | 1989                 |
| Shunmei Kamoshita (鴨下春明)   | 1915      | 2001  | Travail du métal | Chōkin                             | 1999                 |
| Mitsuo Masuda (増田三男)       | 1909      | 2009  | Travail du métal | Chōkin                             | 1991                 |
| Shōdō Sasaki (佐々木象堂)      | 1882      | 1961  | Travail du métal | Rōgata Chūzō                       | 1960                 |
| Tetsushi Nagano (長野垤志)     | 1900      | 1977  | Travail du métal | Cha no Yugama                      | 1963                 |
| Ikkei Kakutani (角谷一圭)      | 1904      | 1999  | Travail du métal | Cha no Yugama                      | 1984                 |
| Keiten Takahashi (高橋敬典)    | 1920      | 2009  | Travail du métal | Cha no Yugama                      | 1996                 |
| Toyochika Takamura (高村豊周)  | 1890      | 1972  | Travail du métal | Chūkin                             | 1964                 |
| Mitsumasa Yonemitsu (米光光正) | 1888      | 1980  | Travail du métal | Bigo Zōgan                         | 1965                 |
| Masahito Katori (香取正彦)     | 1899      | 1988  | Travail du métal | Bonshō                             | 1977                 |
| Shirō Sekiya (関谷四郎)        | 1907      | 1994  | Travail du métal | Martelage                          | 1977                 |
| Sadatsugu Takahashi (高橋貞次) | 1902      | 1968  | Travail du métal | Forge d'épées (nihonto)            | 1955                 |
| Yukihira Miyairi (宮入行平)    | 1913      | 1977  | Travail du métal | Forge d'épées (nihonto)            | 1963                 |
| Sadaichi Gassan (月山貞一)     | 1907      | 1995  | Travail du métal | Forge d'épées (nihonto)            | 1971                 |
| Masamine Sumitani (隅谷正峯)   | 1921      | 1998  | Travail du métal | Forge d'épées (finition) (nihonto) | 1981                 |
| Nisshū Honami (本阿彌日洲)     | 1908      | 1996  | Travail du métal | Forge d'épées (finition)           | 1975                 |
| Kōkei Ono (小野光敬)           | 1913      | 1994  | Travail du métal | Forge d'épées (finition)           | 1975                 |
| Matsuo Fujishiro (藤代松雄)    | 1914      | 2004  | Travail du métal | Forge d'épées (finition)           | 1996                 |
| Kōkan Nagayama (永山光幹)      | 1920      | 2010  | Travail du métal | Forge d'épées (finition)           | 1998                 |
| Akitsugu Amata (天田昭次)      | 1927      | 2013  | Travail du métal | Forge d'épées (nihonto)            | 1997                 |
| Toshihira Ōsumi (大隅俊平)     | 1932      | 2009  | Travail du métal | Forge d'épées (nihonto)            | 1997                 |

### Fabrication de poupées
| Nom                            | Naissance | Décès | Catégorie              | Sous catégorie | Année de désignation |
| ------------------------------ | --------- | ----- | ---------------------- | -------------- | -------------------- |
| Ryūjo Hori (堀柳女)            | 1897      | 1984  | Fabrication de poupées | Ishō Ningyō    | 1955                 |
| Gōyō Hirata (平田郷陽)         | 1903      | 1981  | Fabrication de poupées | Ishō Ningyō    | 1955                 |
| Sonoo Noguchi (野口園生)       | 1907      | 1996  | Fabrication de poupées | Ishō Ningyō    | 1986                 |
| Juzō Kagoshima (鹿児島寿蔵)    | 1898      | 1982  | Fabrication de poupées | Shiso          | 1961                 |
| Toshiko Ichihashi (市橋とし子) | 1907      | 2000  | Fabrication de poupées | Tōsa           | 1989                 |

### Travail du bois
| Nom                                  | Naissance | Décès | Catégorie       | Sous catégorie | Année de désignation |
| ------------------------------------ | --------- | ----- | --------------- | -------------- | -------------------- |
| Shōunsai Shōno (生野祥雲斎)          | 1904      | 1974  | Travail du bois | Bambou         | 1967                 |
| Shōkansai Iizuka (飯塚小玕斎)        | 1919      | 2004  | Travail du bois | Bambou         | 1983                 |
| Chikubōsai Maeda II (二代前田竹房斎) | 1917      | 2003  | Travail du bois | Bambou         | 1995                 |
| Shōkosai Hayakawa V (五世早川尚古斎) | 1932      | 2011  | Travail du bois | Bambou         | 2003                 |
| Tatsuaki Kuroda (黒田辰秋)           | 1904      | 1982  | Travail du bois | Bois           | 1970                 |
| Kōdō Himi (氷見晃堂)                 | 1906      | 1975  | Travail du bois | Bois           | 1970                 |
| Shōwasai Ōno (大野昭和斎)            | 1912      | 1996  | Travail du bois | Bois           | 1984                 |
| Zuishin Nakadai (中台瑞真)           | 1912      | 2002  | Travail du bois | Bois           | 1984                 |
| Issei Akiyama (秋山逸生)             | 1901      | 1988  | Travail du bois | Incrustation   | 1987                 |

### Autres
| Nom                         | Naissance | Décès | Catégorie | Sous catégorie | Année de désignation |
| --------------------------- | --------- | ----- | --------- | -------------- | -------------------- |
| Baitei Saita (斎田梅亭)     | 1900      | 1981  | Autre     | Kirikane       | 1981                 |
| Daizō Nishide (西出大三)    | 1913      | 1995  | Autre     | Kirikane       | 1985                 |
| Sayoko Eri (江里佐代子)     | 1945      | 2007  | Autre     | Kirikane       | 2002                 |
| Fumiyuki Yoshida (吉田文之) | 1915      | 2004  | Autre     | Bachiru        | 1985                 |

### Fabrication de papier
| Nom                                | Naissance | Décès | Catégorie             | Sous catégorie | Année de désignation |
| ---------------------------------- | --------- | ----- | --------------------- | -------------- | -------------------- |
| Iwano Ichibé VIII (八代岩野市兵衛) | 1901      | 1976  | Fabrication de papier | Echizen Hōsho  | 1968                 |
| Eishirō Abe (安部栄四郎)           | 1902      | 1984  | Fabrication de papier | Ganpi-shi      | 1968                 |

## Liste de groupes désignés (artisanats)
| Nom du groupe | Catégorie             | Sous catégorie            | Année de désignation |
| --- | --------------------- | ------------------------- | -------------------- |
| Société pour la préservation de la technique de céramique Kakiemon (柿右衛門製陶技術保存会, Kakiemonsei Tōgijutsu Hozonkai)                            | Céramique             | Kakiemon                  | 1976                 |
| Société pour la préservation de la technique Onta-yaki (小鹿田焼技術保存会, Ontayaki Gijutsu Hozonkai)                                                 | Céramique             | Onta-yaki                 | 1995                 |
| Société pour la préservation de la technique des pochoirs en papier d'Ise (伊勢型紙技術保存会, Ise Katagami Gijutsu Hozonkai)                          | Textiles              | Pochoir en papier d'Ise   | 1993                 |
| Société pour la préservation Kijoka no Bashōfu (喜如嘉の芭蕉布保存会, Kijoka no Bashōfu Hozonkai)                                                      | Textiles              | Kijoka no Bashōfu         | 1976                 |
| Groupe pour la préservation Kumejima-kasuri (久米島紬保持団体, Kumejimakasuri Hoji Dantai)                                                             | Textiles              | Kumejima-kasuri           | 2004                 |
| Société pour la préservation de la technique Kurume-kasuri (重要無形文化財久留米絣技術保持者会, Jūyō Mukei Bunkazai Kurumekasuri Gijutsu Hozonsha Kai) | Textiles              | Kurume-kasuri             | 1976                 |
| Groupe de préservation Miyako Jōfu (宮古上布保持団体, Miyako Jōfu Hozon Dantai)                                                                        | Textiles              | Miyako Jōfu               | 1978                 |
| Société pour la préservation de la technique Honba Yūkitsu-mugi (本場結城紬技術保持会, Honba Yūkitsumugi Gijutsu Hozonkai)                             | Textiles              | Yūki-tsumugi              | 1976                 |
| Société pour la préservation de la technique Ojiya-chijimi/Echigo Jōfu (越後上布・小千谷縮布技術保存協会, Ojiyachijimi・Echigojōfu Gijutsu Hozonkai)   | Textiles              | Ojiya-chijimi/Echigo Jōfu | 1976                 |
| Société pour la préservation de la technique Wajima-nuri (輪島塗技術保存会, Wajimanuri Gijutsu Hozonkai)                                               | Laque                 | Wajima-nuri               | 1977                 |
| Société pour la préservation de la technique Hosokawa-shi (細川紙技術者協会, Hosokawashi Hozonkai)                                                     | Fabrication de papier | Hosokawa-shi              | 1978                 |
| Société pour la préservation de la technique Sekishūban-shi (石州半紙技術者会, Sekishūbanshi Hozonkai)                                                 | Fabrication de papier | Sekishūban-shi            | 1976                 |
| Société pour la préservation de la technique Honmino-shi (本美濃紙保存会, Honminoshi Hozonkai)                                                         | Fabrication de papier | Honmino-shi               | 1976                 |

## Source de la traduction
- (en) Cet article est partiellement ou en totalité issu de l’article de Wikipédia en anglais intitulé « List of Living National Treasures of Japan (crafts) » (voir la liste des auteurs).